# Kurtinig an der Weinstraße
Kurtinig an der Weinstraße är en ort och kommun i provinsen Sydtyrolen i regionen Trentino-Sydtyrolen i Italien. Kommunen hade 665 invånare (2018).